# 目黒考二
目黒 考二（めぐろ こうじ、1946年10月9日 - 2023年1月19日）は、日本のエッセイスト・文芸評論家・編集者。
ペンネームに北上 次郎（きたがみ じろう）、藤代 三郎（ふじしろ さぶろう）などがある。
日本推理作家協会会員。

## 別名
著書を数多くものしており、初めはジャンルごとに異なるペンネームを使っていた。
- 群 一郎（むれ いちろう）[4]
- 北上 次郎（きたがみ じろう）
- 藤代 三郎（ふじしろ さぶろう）

など。他に、榊吾郎、館六郎、車堂郎のペンネームを使用した。私小説の目黒考二とミステリー文学評論家の北上次郎、競馬評論家の藤代三郎が主に使われ、自分でも収拾がつかなくなったため他ペンネームはほぼ使われていない。のち群一郎の「群」は、群ようこの作家デビューに際して贈られた。

## 経歴・人物
東京都生まれ、明治大学文学部卒業。2000年まで『本の雑誌』の発行人を務めていた。2001年より同誌顧問だったが、2010年に顧問からも退いた。2011年「椎名誠 旅する文学館」の初代名誉館長になった。東ケト会では釜焚きの達人でもあった。
中学生までは野球少年で、本はほとんど読んだことがなかったが、高校入学後、読書に目覚め、SFを中心に大量の読書をするようになる。
明治大学で映画研究会に入り、先輩の菊池仁と読書仲間となる。卒業後、就職した会社を「毎日、通勤していたら、本が読めなくなる」と3日で退社。大学の聴講生となる。
1年後に菊池が勤める「ストアーズ社」に入社。やはりその会社に勤務していた椎名誠と知り合う。入社3日目にやはり「本が読めない」と退社しようとするが、椎名に引き止められ、半年間勤務する。その間に、「ストアーズ社」に始終出入りしていた沢野ひとしとも知り合う。
その後、同様に8社に入社するが、やはり同様の理由ですべて3日目で退社。実話雑誌を刊行している出版社 明文社に入社し、『本の雑誌』の刊行まで6年間つとめた。このとき、明文社に半月だけ勤めた亀和田武とも知り合う。
職場はかわっても椎名らとは付き合いが続き、目黒は読書をするだけでは飽き足らなくなり、自分が読んだ本の中で面白かった本を紹介する、個人ペーパーを毎月定期的に椎名へと渡し、それを椎名が読書仲間にコピーして回覧したところ、評判となる。
その発展形として、椎名らと1976年、雑誌『本の雑誌』を創刊。従来の書評誌とは一線を画す、エンターテインメント中心の書評や、独自の企画で好評を呼ぶ。
なお、1977年ごろ、『本の雑誌』の経費を稼ぐために、「エロ漫画の原作」のアルバイトを椎名と共同で行っていた。椎名がストーリーを考え、目黒が台本化する形式で、1か月に4本から5本は書いていたという。
『本の雑誌』は、名義としては目黒は「発行人」で、椎名誠が編集長であったが、のち椎名がメジャーな文化人となり多忙となったため、実質の編集長は目黒となる。目黒は独自の眼力で、様々な連載陣を発掘し（メジャー化する前の大塚英志に連載依頼したり、まだ無名に近かった坪内祐三に長文のインタビューをするなどしている）、また社員であった（後の）群ようこをデビューさせるなど、編集者としての力量も評価されている。2001年に発行人を退任し、二代目発行人に浜本茂が就任した。
目黒自身も、創刊当時から『本の雑誌』誌上に、連載書評を書き続けていたが、当初、好きだったSFは、ニュー・ウェーブ以降の作品に興味がなくなり、冒険小説を主に書評するようになる。その書評は、日本における冒険小説の定着に大きな影響を与えた。後年は、中高年の男女を主人公とした「人生シミジミ系」小説を主に書評した。
趣味は競馬であり、平日は本の雑誌社に泊まって読書及び執筆活動、週末は競馬場通いという生活を続けていた。
また藤代三郎 名義で1993年の『週刊Gallop』創刊号から2022年12月25日号まで「馬券の真実」と題した随筆を連載するなど競馬関連の著作も数多く、またグリーンチャンネルにて『全日本はずれ馬券委員会』『全日本はずれ馬券委員会2』という番組の司会を務めた。
椎名誠著『ぼくがいま、死について思うこと』（新潮社刊）には「七十五歳ぐらいで決着（死）をつけたい」という目黒の言葉が紹介されている。
2023年1月19日 午前10時、肺がんのため死去。76歳没。

## 受賞・候補歴
- 1984年 - 『冒険小説の時代』で日本冒険小説協会大賞最優秀評論大賞受賞[14]。
- 1985年 - 『本の雑誌風雲録』で日本ノンフィクション賞候補。
- 1994年 - 『冒険小説論 近代ヒーロー像100年の変遷』で日本推理作家協会賞評論その他の部門、日本冒険小説協会大賞最優秀評論大賞受賞[14]。『余計者の系譜』で日本推理作家協会賞評論その他の部門候補[15]。
- 2015年 - 『昭和残影 父のこと』で城山三郎賞候補[16]。

## 著作

### 目黒考二名義
- 『本の雑誌風雲録』（本の雑誌社 1985年5月 / 角川文庫 1998年10月 / 本の雑誌社【新装改訂版】 2008年10月）
- 『活字三昧』（角川書店 1992年10月 / 角川文庫 1996年1月）
- 『中年授業』（角川書店 1994年9月）
- 『活字浪漫』（角川書店 1997年8月）
  - 【改題】『酒と家庭は読書の敵だ。』（角川文庫 2003年1月）
- 『活字学級』（角川文庫 1997年8月）
- 『笹塚日記』（本の雑誌社 2000年7月）
- 『一人が三人 吾輩は目黒考二・藤代三郎・北上次郎である。』（晶文社 2000年8月 / 角川文庫【電子書籍】 2015年2月）
- 『だからどうしたというわけではないが。』（本の雑誌社 2002年10月）
- 『笹塚日記 親子丼篇』（本の雑誌社 2003年9月）
- 『笹塚日記 うたた寝篇』（本の雑誌社 2005年1月）
- 『連篇累食』（ぺんぎん書房 2005年7月）
- 『新・中年授業』（本の雑誌社 2006年3月）
- 『笹塚日記 ご隠居篇』（本の雑誌社 2007年3月）
- 『昭和残影 父のこと』（角川書店 2015年5月）
- 『目黒考二の何もない日々』（百年書房 2016年）

### 北上次郎名義
- 『冒険小説の時代』（集英社 1983年9月 / 集英社文庫 1990年7月）
- 『気分は活劇』（徳間書店 1984年8月 / 角川文庫 1993年7月）
- 『余計者の系譜』（太田出版 1993年4月）
  - 【改題】『余計者文学の系譜』（角川文庫 1999年5月）
- 『ベストミステリー10年』（晶文社 1993年10月）
- 『冒険小説論 近代ヒーロー像100年の変遷』（早川書房 1993年12月 / 双葉文庫 2008年6月 / 創元推理文庫 2024年2月）
- 『冒険小説ベスト100』（本の雑誌社 1994/12）
- 『新刊めったくたガイド大全』（本の雑誌社 1995年5月 / 角川文庫 2000年4月）
- 『情痴小説の研究』（マガジンハウス 1997年4月 / ちくま文庫 2001年10月）
- 『面白本ベスト100』（本の雑誌社 1997年11月）
- 『感情の法則』（早川書房 1999年3月 / 幻冬舎文庫 2006年10月）
- 『別れのあとさき』（毎日新聞社 2001年11月）
- 『ベストミステリー大全』（晶文社 2002年4月）
- 『記憶の放物線 感傷派のための翻訳小説案内』（本の雑誌社 2003年6月 / 幻冬舎文庫 2006年12月）
- 『うろたえる父、溺愛する母 19世紀小説に家族を読む』（筑摩書房 2003年11月）
- 『エンターテインメント作家ファイル108 国内編』（本の雑誌社 2006年8月）
- 『活字競馬 馬に関する本 究極のブックガイド』（白夜書房 2013年3月）
- 『極私的ミステリー年代記（クロニクル） 1993〜2002』（論創社【上・下】 2013年8月）
- 『勝手に！文庫解説』 (集英社文庫 2015年9月）
- 『書評稼業四十年』（本の雑誌社 2019年7月）
- 『息子たちよ』（早川書房 2020年1月）
- 『阿佐田哲也はこう読め！』（田畑書店 2021年3月）

### 藤代三郎名義
- 『戒厳令下のチンチロリン』（情報センター出版局 1982年8月 / 角川文庫 1992年7月）
- 雑誌連載「馬券の真実」（『週刊Gallop』） - 藤代の外れ馬券の日常を描いた自伝的エッセー[注 2]。以下は連載をまとめた単行本。
  - 『外れ馬券に雨が降る』（ミデアム出版社 1995年4月）
  - 『外れ馬券に風が吹く』（ミデアム出版社 1996年5月）
  - 『外れ馬券に雪が巻う』（ミデアム出版社 1997年5月）
  - 『外れ馬券に日が沈む』（ミデアム出版社 1998年4月）
  - 『外れ馬券に月が泣く』（ミデアム出版社 1999年4月）
  - 『外れ馬券に星が飛ぶ』（ミデアム出版社 2000年4月）
  - 『外れ馬券に雲がゆく』（ミデアム出版社 2001年6月）
  - 『外れ馬券は空高く』（ミデアム出版社 2002年4月）
  - 『馬券党宣言』（ミデアム出版社 2003年5月）
  - 『外れ馬券は永遠に』（ミデアム出版社 2004年4月）
  - 『外れ馬券に喝采を』（ミデアム出版社 2005年7月）
  - 『外れ馬券に春よ来い』（ミデアム出版社 2006年7月）
  - 『外れ馬券に口笛を』（ミデアム出版社 2007年7月）
  - 『外れ馬券に微笑みを』（ミデアム出版社 2008年7月）
  - 『外れ馬券は夕映えに』（ミデアム出版社 2009年7月）
  - 『外れ馬券に祝福を』（ミデアム出版社 2010年7月）
  - 『外れ馬券は人生である』（ミデアム出版社 2011年8月）
  - 『外れ馬券に友つどう』（ミデアム出版社 2012年8月）
  - 『外れ馬券で20年』（ミデアム出版社 2013年8月）
  - 『外れ馬券が多すぎる』（ミデアム出版社 2014年8月）
  - 『外れ馬券は終わらない』（ミデアム出版社 2015年7月）
  - 『外れ馬券に乾杯！』（ミデアム出版社 2016年8月）
  - 『外れ馬券を撃ち破れ』（ミデアム出版社 2017年8月）
  - 『外れ馬券に挨拶を』（ミデアム出版社 2018年8月）
  - 『外れ馬券に約束を』（ミデアム出版社 2019年8月）
  - 『外れ馬券にさよならを』（ミデアム出版社 2020年8月）
  - 『外れ馬券に帆を上げて』（ミデアム出版社 2021年8月）
- 『鉄火場の競馬作法 「そのまま」「差せ」の叫び方』（光文社 1998年10月）
- 『ターフの周辺』（百年書房 2021年6月）

### 共著、座談会
- 『発作的座談会』椎名誠 / 木村晋介 / 沢野ひとし / 目黒考二 （本の雑誌社 1991年4月 / 角川文庫 1996年10月）
- 『いろはかるたの真実 発作的座談会』椎名誠 / 木村晋介 / 沢野ひとし / 目黒考二 （本の雑誌社 1996年4月）
  - 【改題】『発作的座談会2 いろはかるたの真実』（角川文庫 2000年8月）
- 『沢野絵の謎』沢野ひとし/ 木村晋介/ 椎名誠 / 目黒考二 （本の雑誌社 1997/12）
- 『これもおとこのじんせいだ！』椎名誠 / 木村晋介 / 太田和彦 / 中村征夫 / 沢野ひとし / 目黒考二 （本の雑誌社 1998年3月）
- 『鍋釜天幕団ジープ焚き火旅 あやしい探検隊さすらい篇』椎名誠 / 目黒考二 （本の雑誌社 1999年8月）
- 『超能力株式会社の未来 新発作的座談会』椎名誠 / 木村晋介 / 沢野ひとし / 目黒考二 （本の雑誌社 2000年6月）
- 『沢野字の謎』沢野ひとし / 木村晋介 / 椎名誠 / 目黒考二 （本の雑誌社 2000年10月）
- 『新・これもおとこのじんせいだ！』椎名誠 / 木村晋介 / 太田和彦 / 中村征夫 / 沢野ひとし / かなざわいっせい / 太田篤哉 / 目黒考二 （本の雑誌社 2003年1月）
- 『読むのが怖い！ 2000年代のエンタメ本200冊徹底ガイド』北上次郎 / 大森望 （ロッキング・オン 2005年3月）
- 『読むのが怖い！ 帰ってきた書評漫才〜激闘編』北上次郎 / 大森望 （ロッキング・オン 2008年4月）
- 『帰ってきちゃった発作的座談会 「超常的空論」ファイナル』椎名誠 / 木村晋介 / 沢野ひとし / 目黒考二 （本の雑誌社 2009年10月）
- 『馬券データ竜宮城』藤代三郎 / 亀谷敬正 ベストセラーズ（2010年9月）
- 『読むのが怖い！Z 日本一わがままなブックガイド』北上次郎 / 大森望 （ロッキング・オン 2012年6月）
- 『馬券特効薬』(競馬王馬券攻略本シリーズ) 亀谷敬正 / 藤代三郎 （ガイドワークス 2015年10月）
- 『本人に訊く〈壱〉 よろしく懐旧篇』椎名誠 / 目黒考二 （椎名誠 旅する文学館 2016年10月 / 集英社文庫 2019年8月）
- 『本人に訊く〈弐〉 おまたせ激突篇』椎名誠 / 目黒考二 （椎名誠 旅する文学館 2017年4月 / 集英社文庫 2020年1月）
- 『書評七福神が選ぶ、絶対読み逃せない翻訳ミステリベスト2011-2020』川出正樹 / 北上次郎 / 酒井貞道 / 霜月蒼 / 杉江松恋 / 千街晶之 / 吉野仁 （書肆侃侃房 2021年5月）
- 『本の雑誌の目黒考二・北上次郎・藤代三郎』編：本の雑誌編集部（本の雑誌社 2023年9月） - 追悼号となった『本の雑誌』2023年5月号の内容に加えて過去に発表された目黒の原稿などを追加収録した書籍

### 編纂・選（北上次郎名義）
- 『海を渡った日本人』編：日本ペンクラブ （福武文庫、1993年1月）
- 『青春小説傑作選 14歳の本棚』（新潮文庫）
  - 『青春小説傑作選 14歳の本棚 ―部活学園編―』（2007年3月）
  - 『青春小説傑作選 14歳の本棚 ―初恋友情編―』（2007年4月）
  - 『青春小説傑作選 14歳の本棚 ―家族兄弟編―』（2007年5月）
- 『さしむかいラブソング――彼女と別な彼の短篇 片岡義男コレクション2』著：片岡義男 （ハヤカワ文庫JA 2009年5月）
- 『北上次郎選 昭和エンターテインメント叢書』（小学館文庫）
  - 『北上次郎選 昭和エンターテインメント叢書1 ごろつき船』著：大佛次郎 （【上・下】 2010年3月）
  - 『北上次郎選 昭和エンターテインメント叢書2 大番』著：獅子文六  (【上・下】 2010年4月）
  - 『北上次郎選 昭和エンターテインメント叢書3 半九郎闇日記』著：角田喜久雄 （【上・下】 2010年5月）
  - 『北上次郎選 昭和エンターテインメント叢書4 昭和水滸伝』著：藤原審爾 （【上・下】 2010年6月）
  - 『北上次郎選 昭和エンターテインメント叢書5 捜神鬼』著：西村寿行 （2010年7月）
- 『セブンティーン・ガールズ』（角川文庫 2014年5月）
- 『椎名誠［北政府］コレクション』著：椎名誠 （集英社文庫 2019年7月）
- 『不屈 山岳小説傑作選』（山と溪谷社 ヤマケイ文庫 2020年2月）
- 『日本ハードボイルド全集』共編：日下三蔵、杉江松恋 （創元推理文庫）
  - 『日本ハードボイルド全集1 死者だけが血を流す／淋しがりやのキング』著：生島治郎 （2021年4月） - 責任編集を担当[18]
  - 『日本ハードボイルド全集6 酔いどれ探偵／二日酔い広場』著：都筑道夫 （2021年7月）
  - 『日本ハードボイルド全集2 野獣死すべし／無法街の死』著：大藪春彦 （2021年10月）
  - 『日本ハードボイルド全集3 他人の城／憎悪のかたち』著：河野典生 （2022年1月） - 責任編集を担当[19]
  - 『日本ハードボイルド全集4 冷えきった街／緋の記憶』著：仁木悦子 （2022年4月）
  - 『日本ハードボイルド全集5 幻の殺意／夜が暗いように』著：結城昌治 （2022年7月）
  - 『日本ハードボイルド全集7 傑作集』（2023年9月）

## 関連作品
- カミムラ晋作『黒と誠 本の雑誌を創った男たち』（双葉社 2022年11月 - 2023年11月 全3巻）- 若き時代の椎名と目黒を主人公にした実話漫画